# Гарднер, Томас (английский футболист, 1923)
Томас Гарднер (англ. Thomas Gardner; 17 марта 1923, Ливерпуль — 8 ноября 2016, Уиррал, Северо-Западная Англия) — английский футболист, правый полузащитник.

## Биография
С детства был болельщиком «Эвертона», с семи или восьми лет регулярно ходил на домашние матчи команды. Во время Второй мировой войны служил в Королевском военно-морском флоте, ходил в конвоях по Северной Атлантике и играл в футбол за команду Вооружённых сил.
После войны играл за клуб за «Саут Ливерпуль», в октябре 1946 года перешёл в «Ливерпуль», но не провёл за него ни одного официального матча. Летом 1947 года попросил о переходе в «Эвертон». В составе «синих» был игроком резерва, единственный матч за основную команду он провёл 4 октября 1947 года против «Вулверхэмптон Уондерерс» на «Гудисон Парк». За неделю до своего дебюта получил два ушиба, 1 ноября в матче на Большой кубок Ливерпуля он почувствовал, что не готов к игре за основной состав и сказал об этом тренеру Гарри Куку, на что тот ответил, что если он не выйдет на матч в субботу, его место может занять кто-то другой. В игре с «волками» ему противостоял игрок сборной Англии Билли Райт, который после матча похвалил его словами: «Хорошо сыграно, сынок!».
В 1948 году, не выходя к тому моменту на поле 3—4 месяца, вернулся в «Саут Ливерпуль». Набрав форму на тренировках с новой командой и получив разрешение от «Эвертона», где он по-прежнему числился, он провёл за «Саут Ливерпуль» 4 встречи, немного выделяясь в лучшую сторону на фоне одноклубников. В последней из них, он, играя на фланге, заметил, как кто-то потерял мяч в центре и, направляясь к нему, повредил ногу. Травма оказалась настолько серьёзной, что в больнице ему сказали, что он больше никогда не сможет играть в футбол.
Закончив играть, на протяжении 15 лет работал клерком в сфере строительства, потом 20 лет в Allied Breweries, пока не вышел на пенсию в возрасте 62-х лет. Трудовую деятельность совмещал с тренерской: вместе с Ианом Сент-Джоном тренировал детскую команду из Ливерпуля, на протяжении 20 лет возглавлял юношескую сборную Мерсисайда.
Летом 2014 года участвовал в мероприятиях по поводу заключения контракта между «Эвертоном» и производителем экипировки Umbro.
На момент смерти самым старым из живых игроков «Эвертона».